# Cerkiew św. Dymitra w Łukowem
Cerkiew św. Dymitra w Łukowem – dawna cerkiew greckokatolicka z 1828, wzniesiona na miejscu wcześniejszej. Obecnie użytkowana przez parafię rzymskokatolicką jako kościół parafialny pw. Najświętszej Maryi Panny Królowej Polski. 

## Historia
Pierwsza cerkiew w Łukowem była wzmiankowana w 1761. Kolejną wzniesiono z inicjatywy rodziny Truskolaskich, ówczesnych właścicieli wsi, w 1828. W 1864 we wnętrzu obiektu pojawił się nowy ołtarz i ikonostas. W 1927 został zorganizowany remont cerkwi. 
Po Akcji „Wisła” cerkiew została zaadaptowana na kościół rzymskokatolicki, tracąc oryginalny wystrój poza ołtarzem bocznym, a od 1970 jest siedzibą parafii Matki Boskiej Królowej Polski.

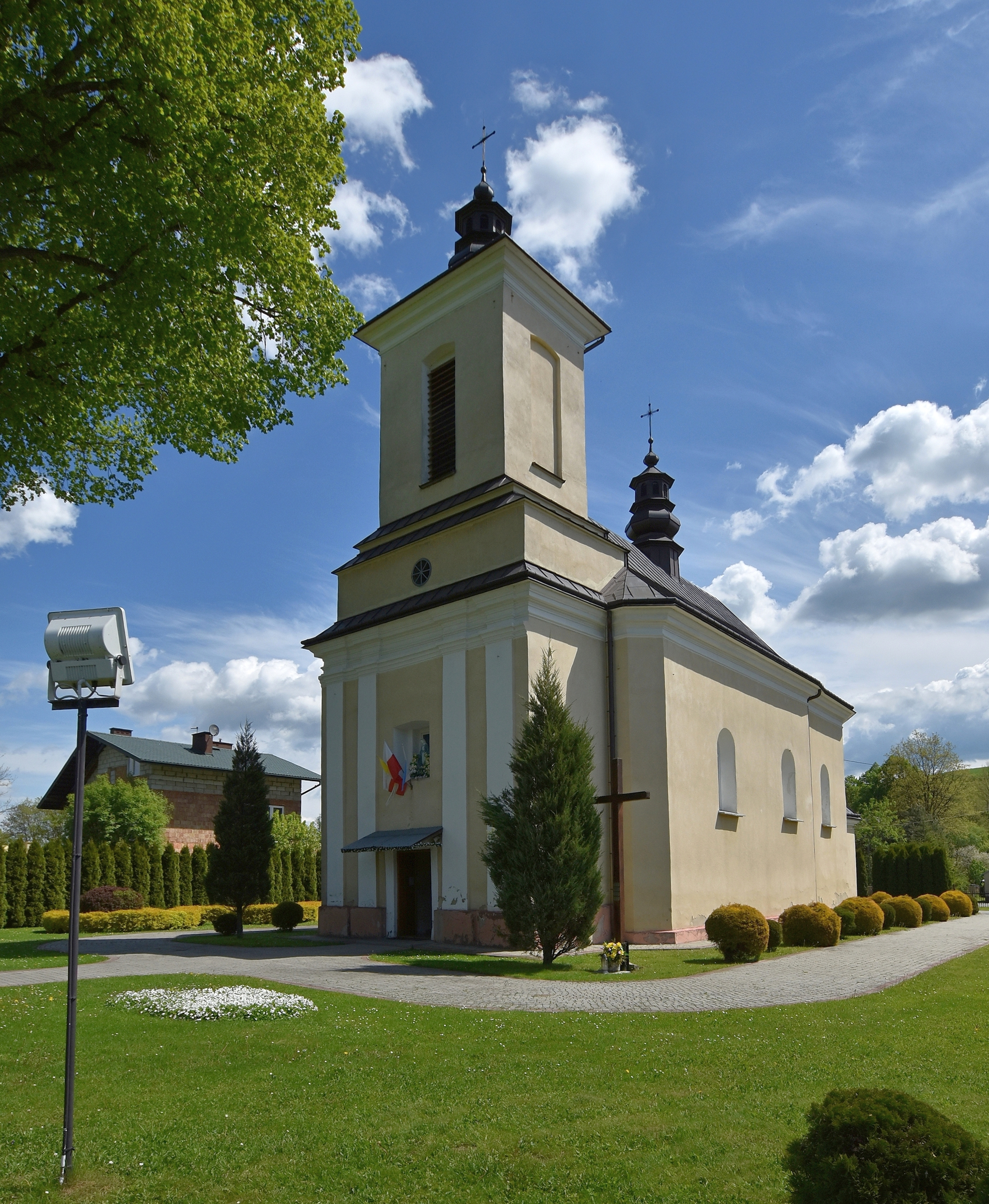
Elewacja frontowa
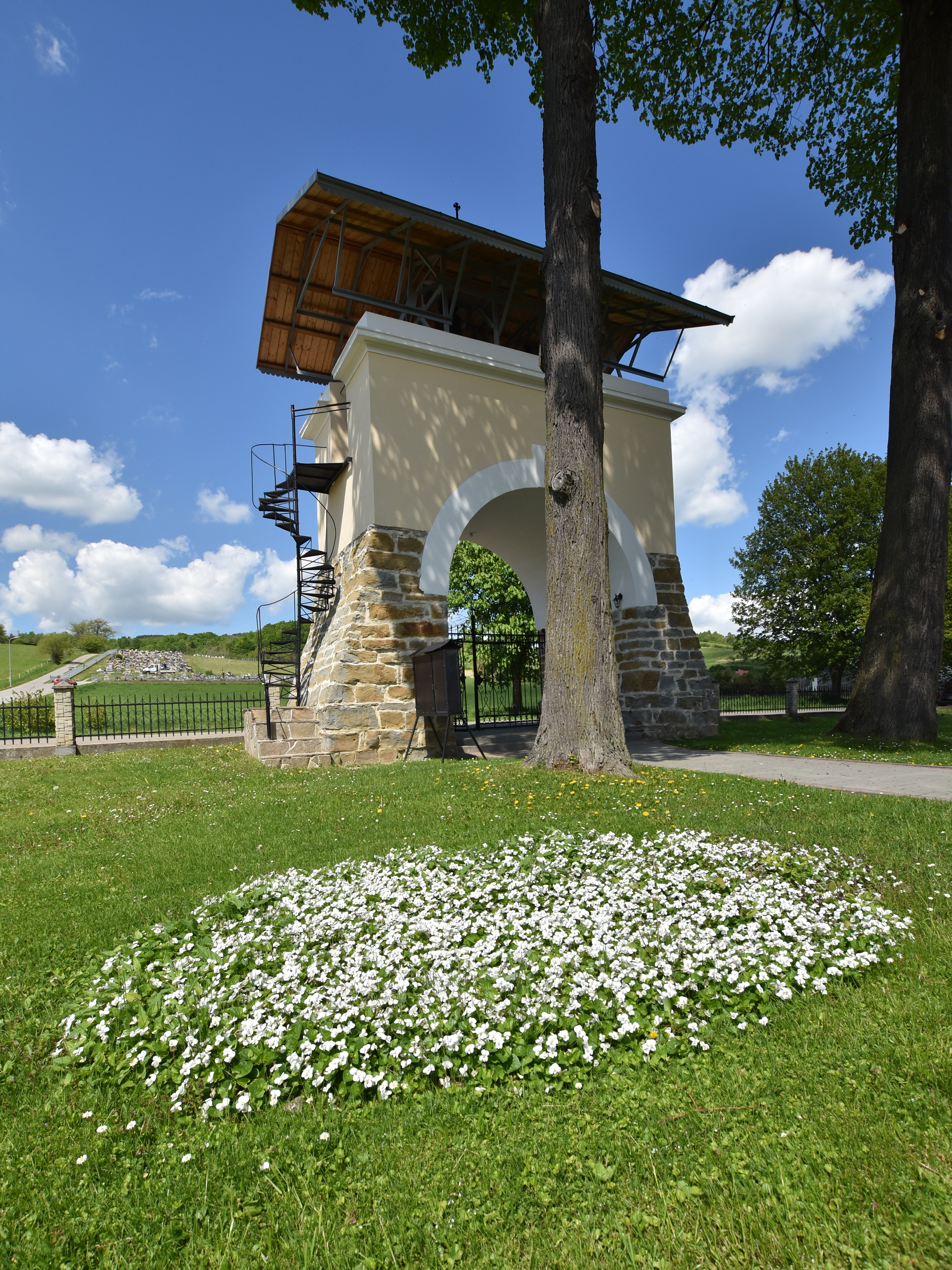
Dzwonnica
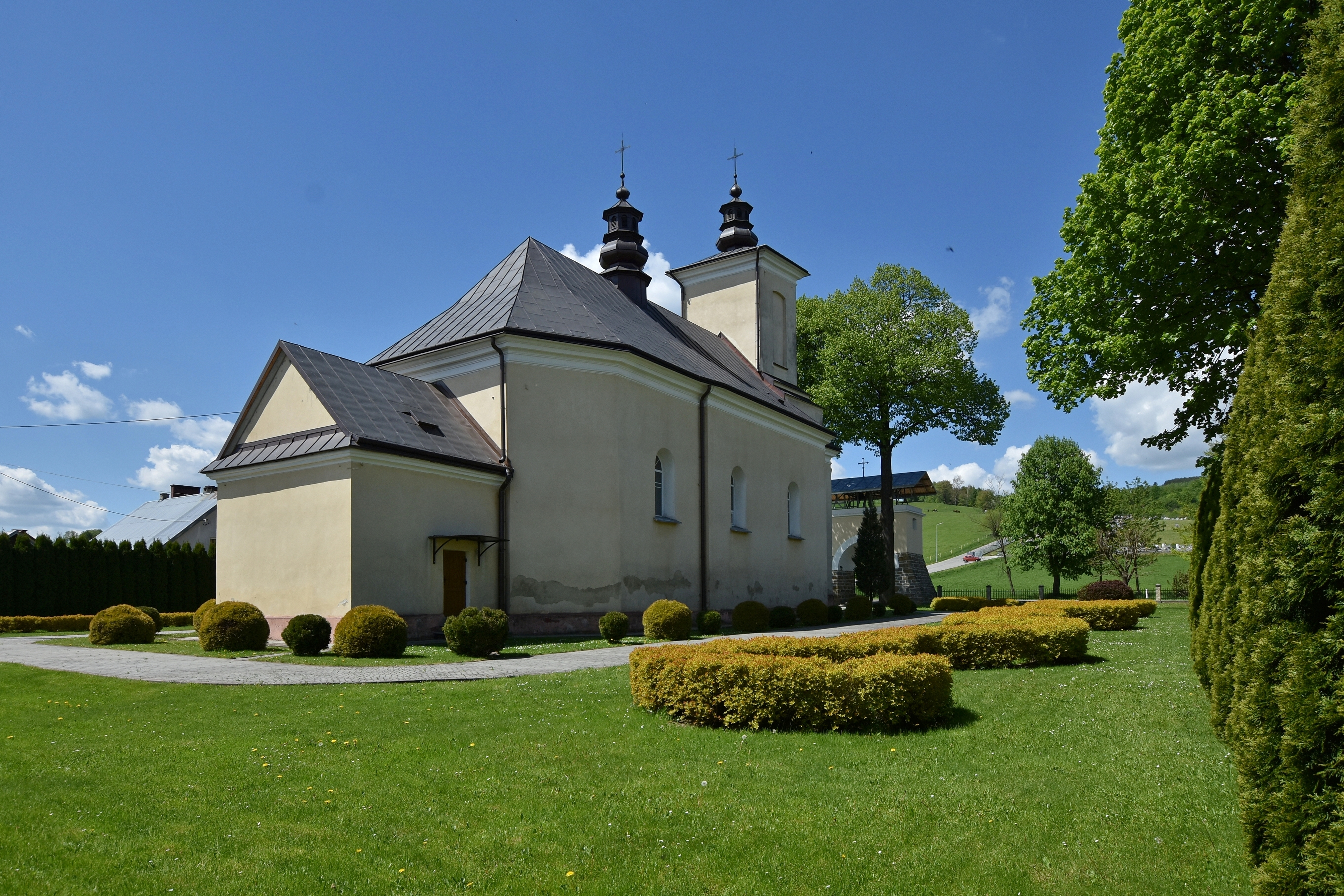
Widok od strony prezbiterium

## Architektura
Po przebudowach budynek dawnej cerkwi jest dwudzielny, z wieżą położoną nad przedsionkiem. Fasada obiektu jest skromnie dekorowana doryckimi pilastrami, okna w budynku są półkoliste. Wieżę wieńczy niewielki hełm z krzyżem, sygnaturka o podobnej formie jest położona ponad środkiem nawy. W dobudówce znajduje się zakrystia. 
Dzwonnica cerkiewna jest równocześnie bramą wjazdową na teren cerkwi. Obok budynku znajdował się greckokatolicki cmentarz, po którym pozostało jedynie odnowione ogrodzenie.
Świątynia została wpisana do rejestru zabytków w 2013.